# موسالی (سالیان)
موسالی (به انگلیسی: Musaly) یک منطقه مسکونی در جمهوری آذربایجان است که در شهرستان سالیان واقع شده‌است.